# Solenoptera luciae
Solenoptera luciae är en skalbaggsart som först beskrevs av Auguste Lameere 1912.  Solenoptera luciae ingår i släktet Solenoptera och familjen långhorningar. Inga underarter finns listade i Catalogue of Life.